# Eitzmühlen
Eitzmühlen (niederdeutsch Eitzmöhlen) ist ein Wohnplatz in der Gemeinde Selsingen im niedersächsischen Landkreis Rotenburg (Wümme). Verwaltungstechnisch gehört Eitzmühlen dem Ortsteil Eitzte an. 

## Geographie und Verkehrsanbindung

### Geographische Lage
Eitzmühlen liegt auf der Stader Geest an der Oste.

### Nachbarorte
Die Nachbarorte sind Selsingen und Seedorf im Nordosten, Godenstedt im Südosten, Ostereistedt im Südwesten sowie Rockstedt, Lavenstedt und Granstedt im Westen.

### Verkehr

#### Straße
Eitzmühlen ist über Lavenstedt, die Kreisstraße 147 und die Kreisstraße 119 mit der Bundesstraße 71 in Selsingen verbunden. Nach Süden verläuft eine Nebenstraße zur Kreisstraße 143, die Rockstedt mit Godenstedt verbindet.

#### Schiene
Der nächste Bahnhof liegt etwa 18 km nördlich in Hesedorf an den Bahnstrecken Bremerhaven-Wulsdorf–Buchholz und Hesedorf–Stade. Von 1890 bis 1968 gab es auch Personenverkehr an der Bahnstrecke Bremervörde–Walsrode, die heute nur noch im Güterverkehr betrieben wird. Der dazugehörige Bahnhof Godenstedt lag etwa 4 km entfernt. 

## Geschichte
Eitzmühlen wurde als Wassermühle an der Oste angelegt. Um das Jahr 1300 wird sie erstmals urkundlich erwähnt; der ursprüngliche Standort befand sich jedoch nahe Rockstedt. Die Mühle war früher später Besitz des Klosters Zeven. 1858 hat der Müller Hinrich Burfeind die Mühle erworben, verkaufte sie jedoch 1862 wieder. Der neue Eigentümer Jürgen Hinrich Hagenah verpachtete die Mühle und ließ sie 1864 ausbauen.

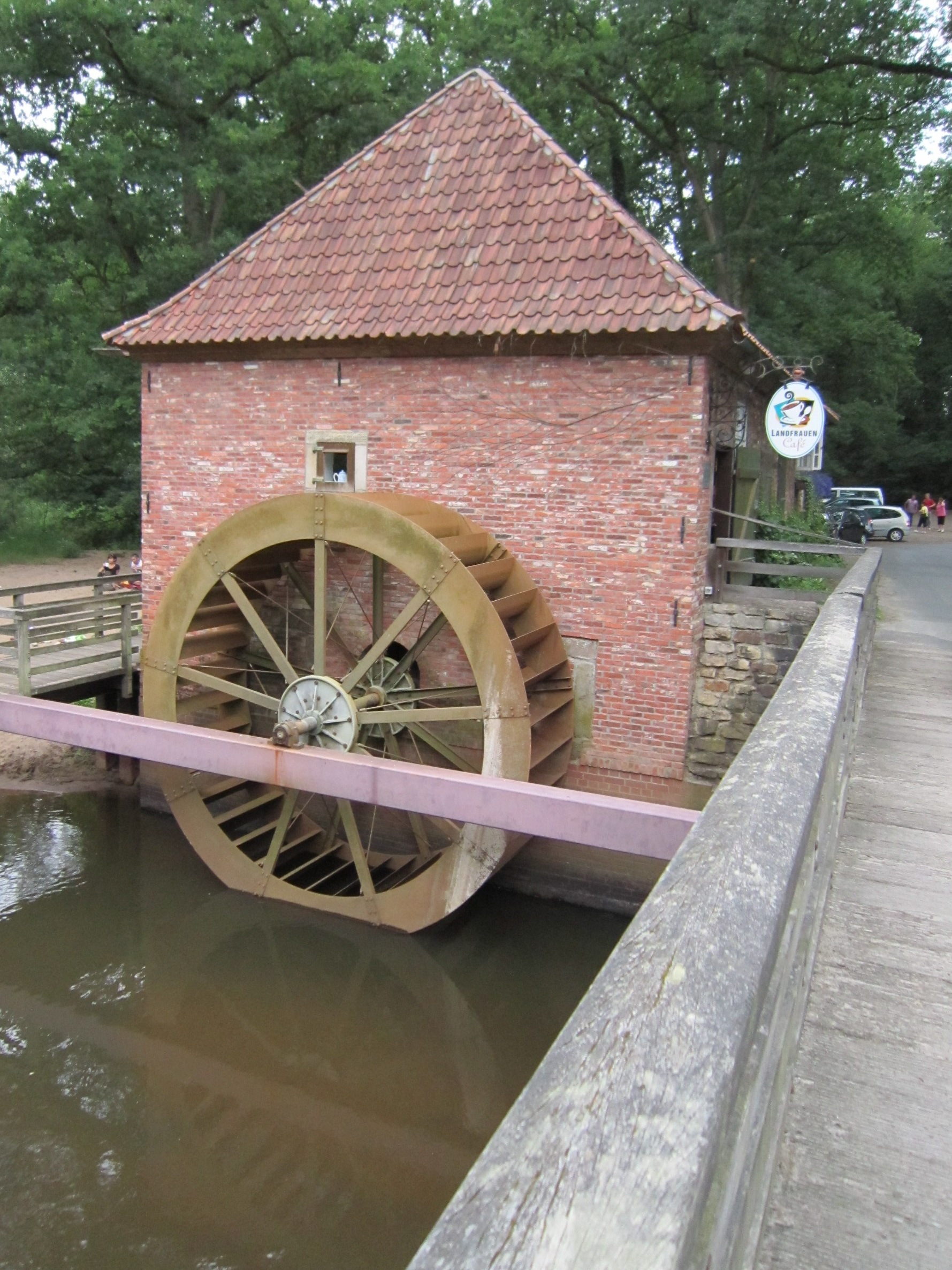
Das Mühlenrad der Mühle

Am 10. Februar 1941 wurde die Wassermühle durch Eisgang schwer beschädigt und war so nicht mehr funktionstüchtig. 1991 hat der Mühlenverein Selsingen die Mühle erworben und sie von 1993 bis 1997 restauriert. Seit dem 1. April 1998 ist die Mühle an den Landfrauenverein Selsingen verpachtet, der dort ein Café betreibt. Die Mühle steht unter Denkmalschutz.

### Verwaltungsgeschichte
In der Franzosenzeit von 1810 bis 1814 gehörte Eitzmühlen zur Mairie Selsingen im Kanton Zeven. Die Gegend gehörte zu dieser Zeit 1810 zum Königreich Westphalen und von 1811 bis 1814 zum Französischen Kaiserreich unter Napoleon. 
Vor 1859 gehörte Eitzmühlen zur Börde Selsingen im Amt Zeven und gehörte anschließend zum Amt Bremervörde. Nach 1885 gehörte Eitzmühlen zum Kreis Bremervörde, der sich 1932 nochmal vergrößerte. 1977 ging der Landkreis Bremervörde im neuen Landkreis Rotenburg (Wümme) auf.
Im Zuge der Gebietsreform wurde Eitzmühlen als Teil der Gemeinde Lavenstedt zum 1. März 1974 nach Selsingen eingemeindet.

### Einwohnerentwicklung
| Jahr | Einwohner          |
| ---- | ------------------ |
| 1793 | 1 Feuerstelle      |
| 1824 | 1 Feuerstelle      |
| 1848 | 11 Leute, 1 Haus   |
| 1871 | 13 Leute, 2 Häuser |

### Religion
Eitzmühlen ist evangelisch-lutherisch geprägt und gehört zum Kirchspiel der Kirche St. Lamberti in Selsingen.